# Misericòrdia (suport)
|  | Aquest article tracta sobre el moble. Vegeu-ne altres significats a «misericòrdia (desambiguació)». |

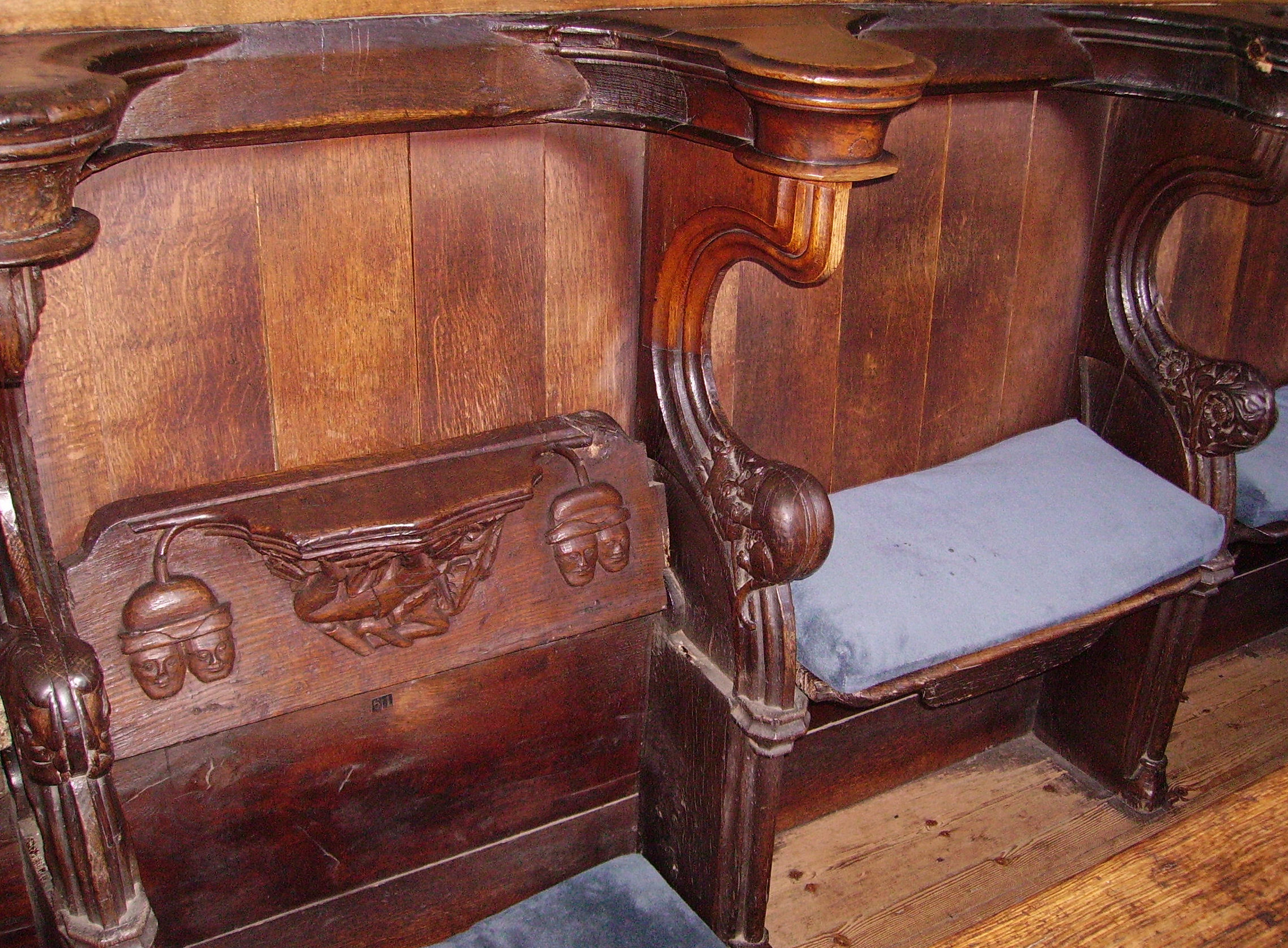
Dues misericòrdies, plegada i sense plegar ("Boston Stump", Boston, Lincolnshire, Anglaterra)

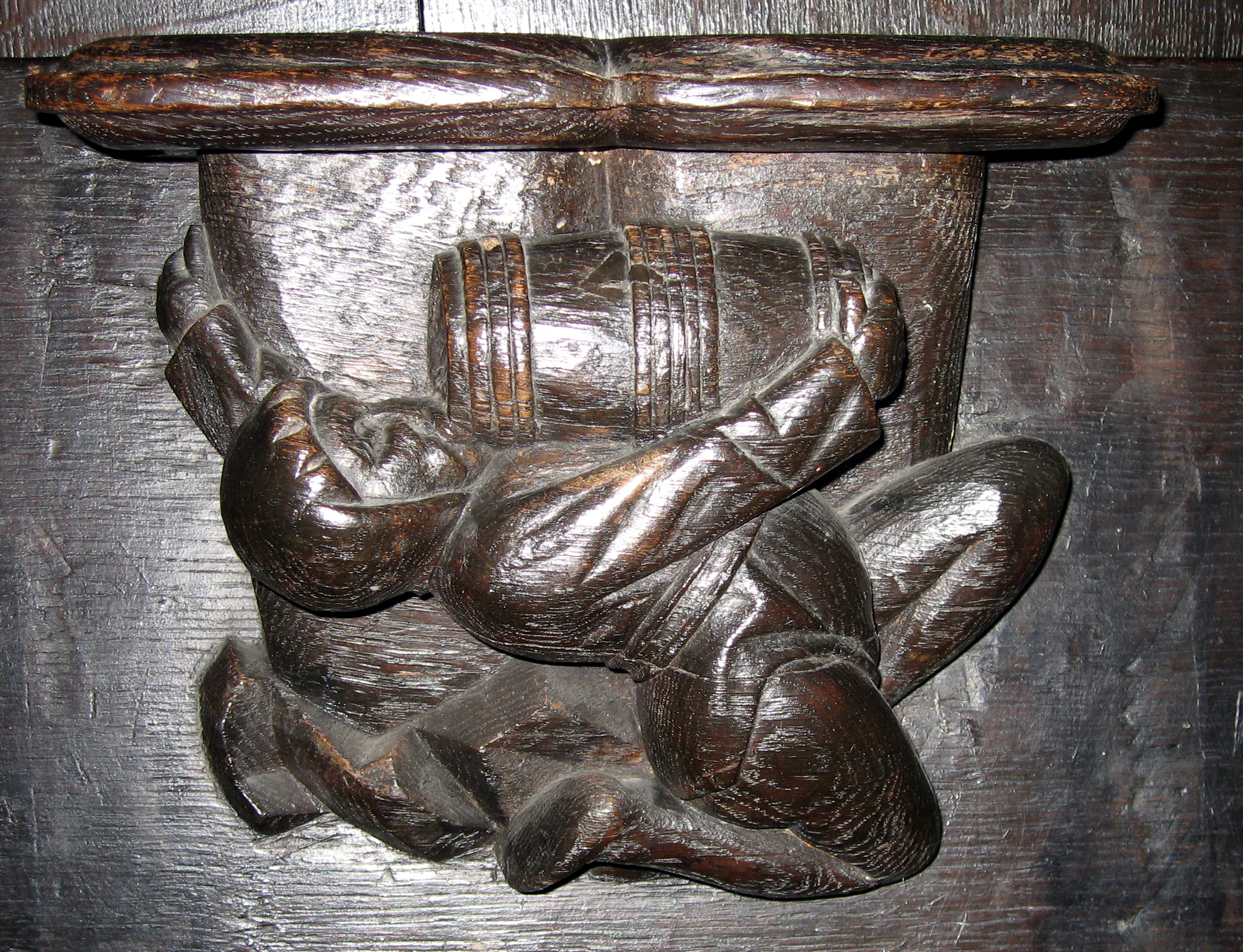
Misericòrdies a la Marienkirche de Dortmund.

La misericòrdia és una petita mènsula o suport d'un cadirat del cor. és una petita estructura de fusta formada a la part inferior d'un seient plegable en una església. El cadirat del cor tenia seients plegables per quan calia aixecar-se i cantar. Com a suport per a temps prolongats de peu es van crear a la part inferior dels seients les misericòrdies, que permetien fer el cansament més suportable. El terme procedeix del terme homònim del llatí misericordia .
Sota les misericòrdies se solien crear adorns de talles. Atès que estaven a l'altura del baix ventre, aquests ornaments solien mostrar escenes malèvoles com una al·legoria d'un pecat capital., quan el seient està plegat, pretén actuar com a prestatge per suportar una persona en una posició parcialment dempeus durant llargs períodes d'oració.

## Orígens
Les oracions a l'església medieval primerenca als oficis divins diaris (és a dir, Matines, Laudes, Prime, Terce, Sext, None, Vespres i Compline ) es deien dempeus amb les mans alçades. Els vells o malalts podien utilitzar crosses o, a mesura que passava el temps, una misericòrdia (literalment "pietat del cor" per crear un acte de misericòrdia). Per a aquests moments de parada requerida, els seients es van construir de manera que es poguessin alçar. No obstant això, la part inferior de vegades tenia un petit prestatge, una "misericòrdia", que permetia a l'usuari recolzar-s'hi, reduint lleugerament el seu malestar. Com la majoria dels altres cadirats medievals de les esglésies, solen ser tallades amb habilitat i sovint mostren escenes amb certa precisió, tot i estar amagades sota els seients, especialment les situades en el cor al voltant de l'altar.

## Història
La menció més antiga d'una misericòrdia data del segle XI. Les misericòrdies supervivents a les esglésies angleses daten des de principis del segle XIII fins al segle XXI, tot i que després de principis del segle XVII es consideren còpies modernes amb poca o cap importància històrica. El catàleg de 1969 de Remnant descarta tot allò posterior a aquesta data com a "modern", rarament fins i tot oferint-li una descripció, però hi ha moltes talles meravelloses de l'època victoriana, i fins i tot de l'actualitat. El conjunt més antic de misericòrdies es pot trobar a les cadirat del cor de la catedral d'Exeter i daten de mitjans del segle XIII. Hi ha exemples individuals una mica anteriors al Priorat de Christchurch i a Santa Maria la Verge, Hemingbrough. La gran majoria de les misericòrdies angleses daten dels segles XIV i XV i, curiosament, sovint són representacions d'imatges i escenes seculars o paganes, totalment en desacord amb la iconografia i l'estètica cristianes que les envolten.

## Ús ortodox oriental
Les misericòrdies es troben fins als nostres dies a kathismata, als cadirats del cor utilitzats pels monjos ortodoxos orientals. Aquests solen ser molt més simples que els seus homòlegs occidentals, normalment són una simple tira de fusta arrodonida amb poca o cap ornamentació. El seu ús és molt comú a l'Església ortodoxa grega, encara que els monestirs ortodoxos russos normalment no tenen misericòrdies de cor individuals, sinó bancs senzills on els germans s'asseuen. Els cristians ortodoxos estan dempeus durant els llargs serveis divins, en lloc de seure o agenollar-se, encara que es proporcionen alguns seients per a persones grans i malaltes. Mentre que els monjos grecs tenen tendència a recolzar-se a les seves misericòrdies durant els serveis, els monjos russos solen estar drets.

## Galeria[7]

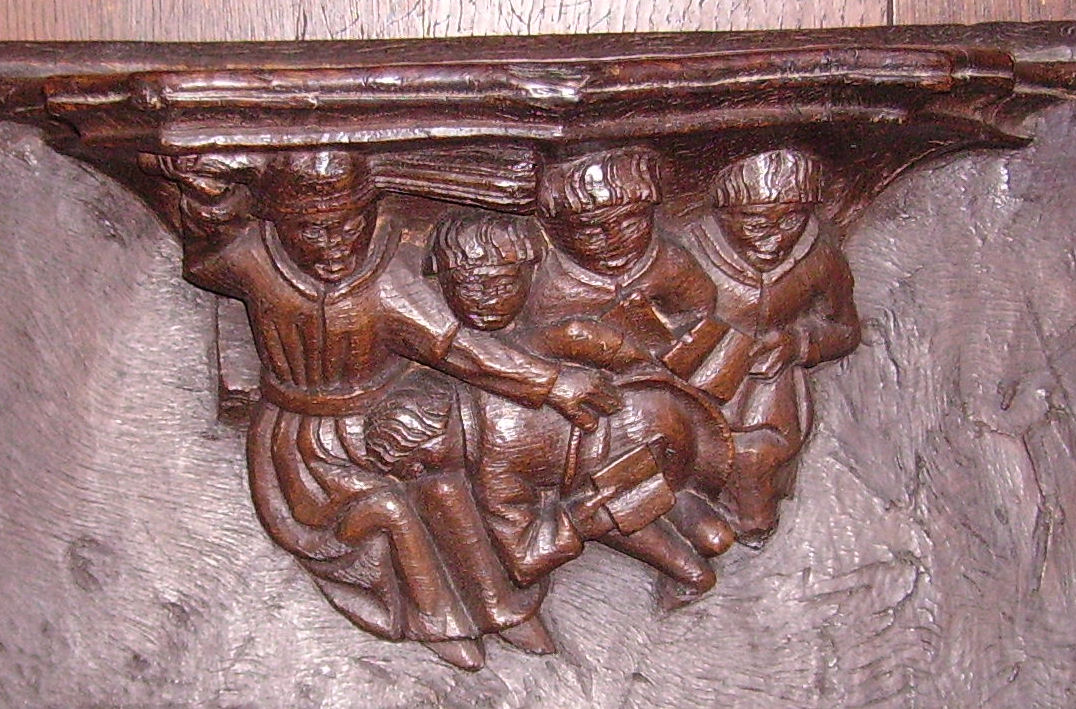
Església de Sant Botolph, Boston, Lincolnshire: un mestre d'escola rebent un alumne
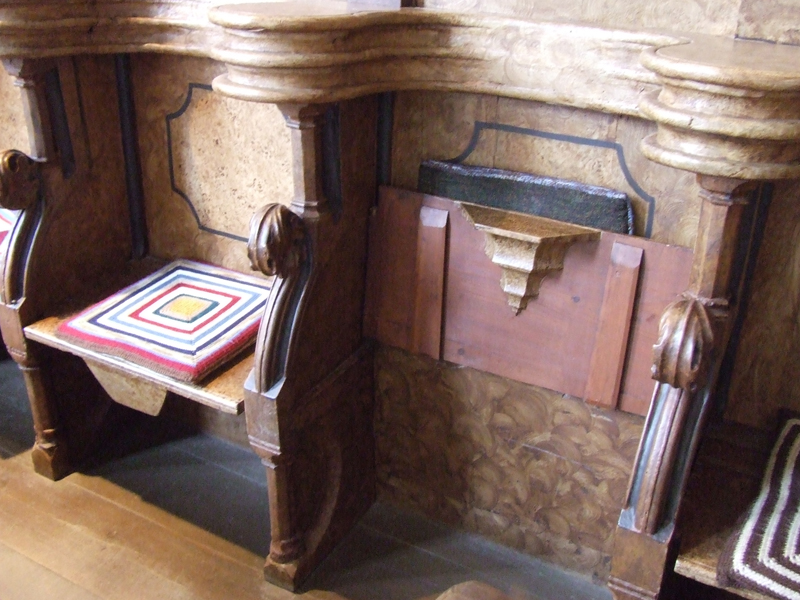
Una simple misericòrdia, Bechtolsheim, Alemanya
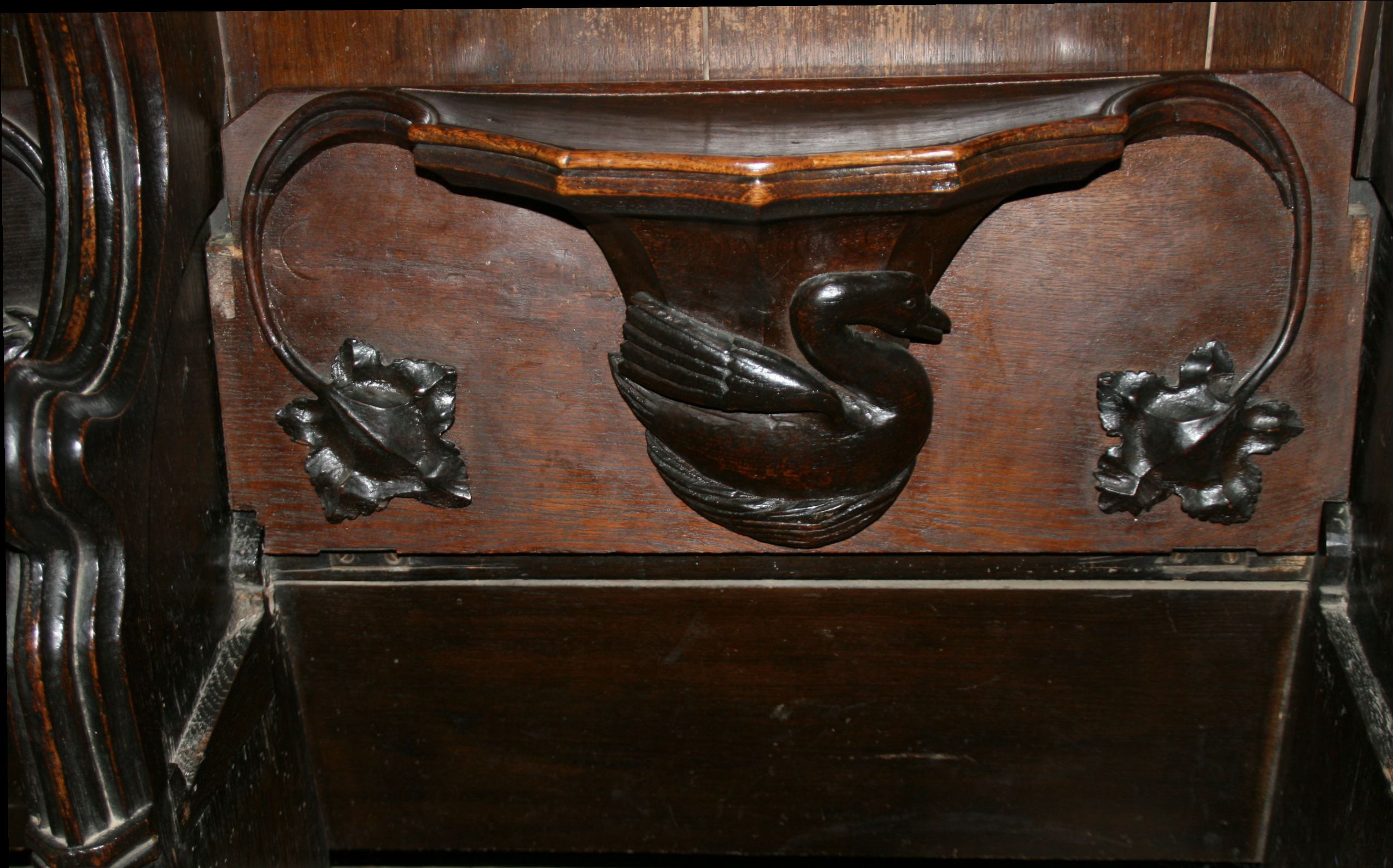
Magdalen College, Oxford: un cigne, flanquejat
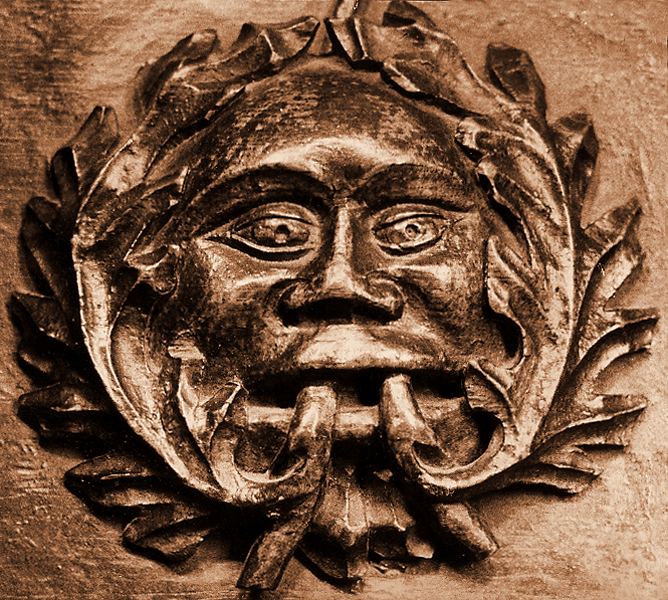
Detall d'una misericòrdia de l'església de St Laurence, Ludlow, Shropshire, que mostra un home verd
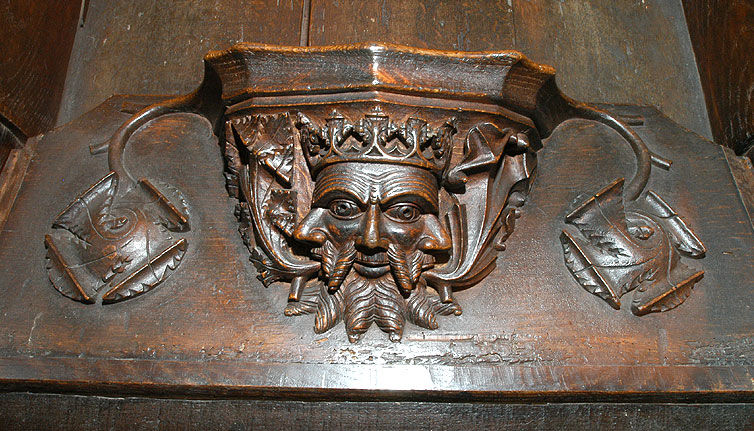
Un home verd de tres cares, Priorat de Cartmel, Cúmbria
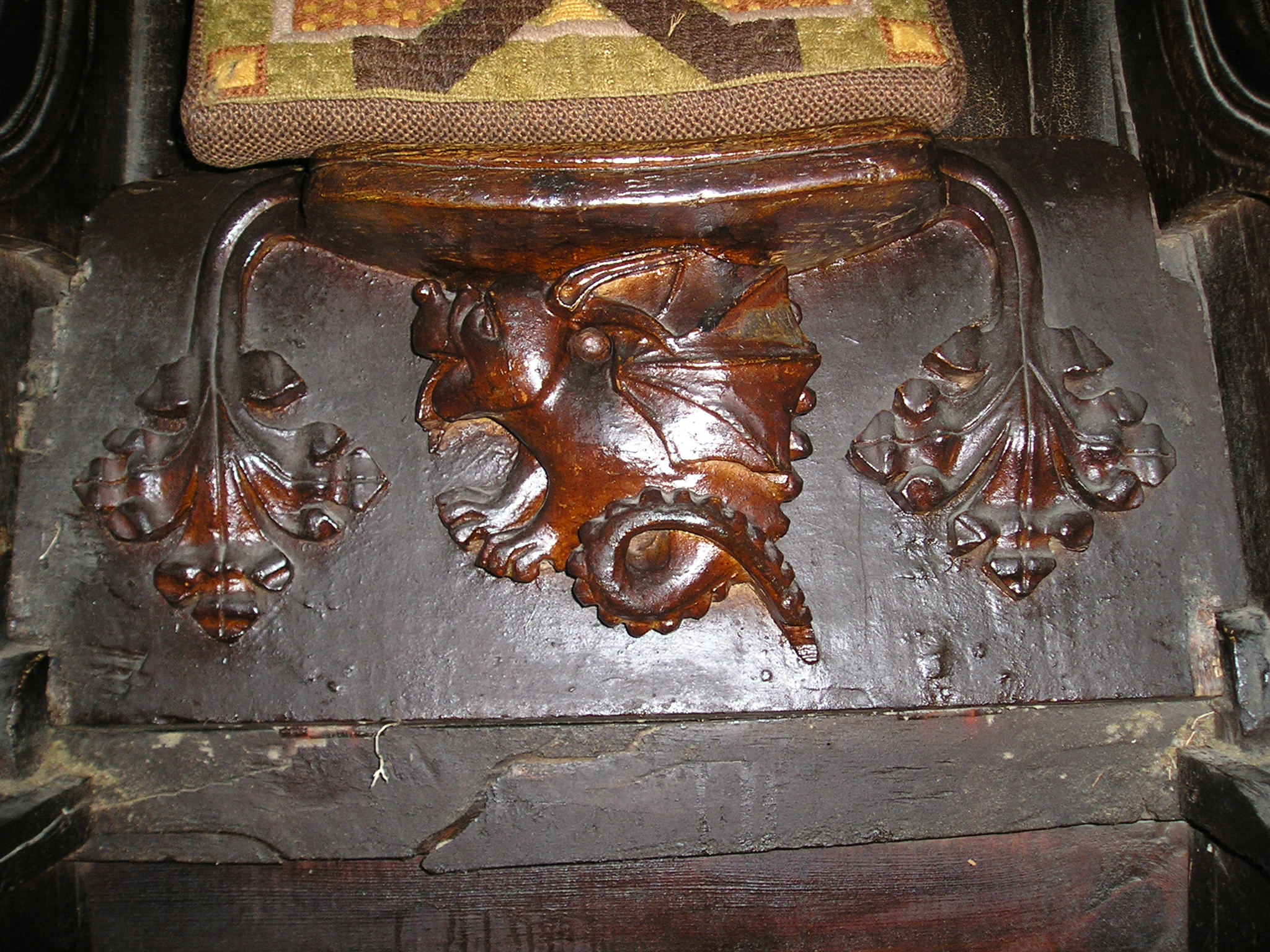
Una Víbria, al Gran Priorat de Malvern, Worcestershire
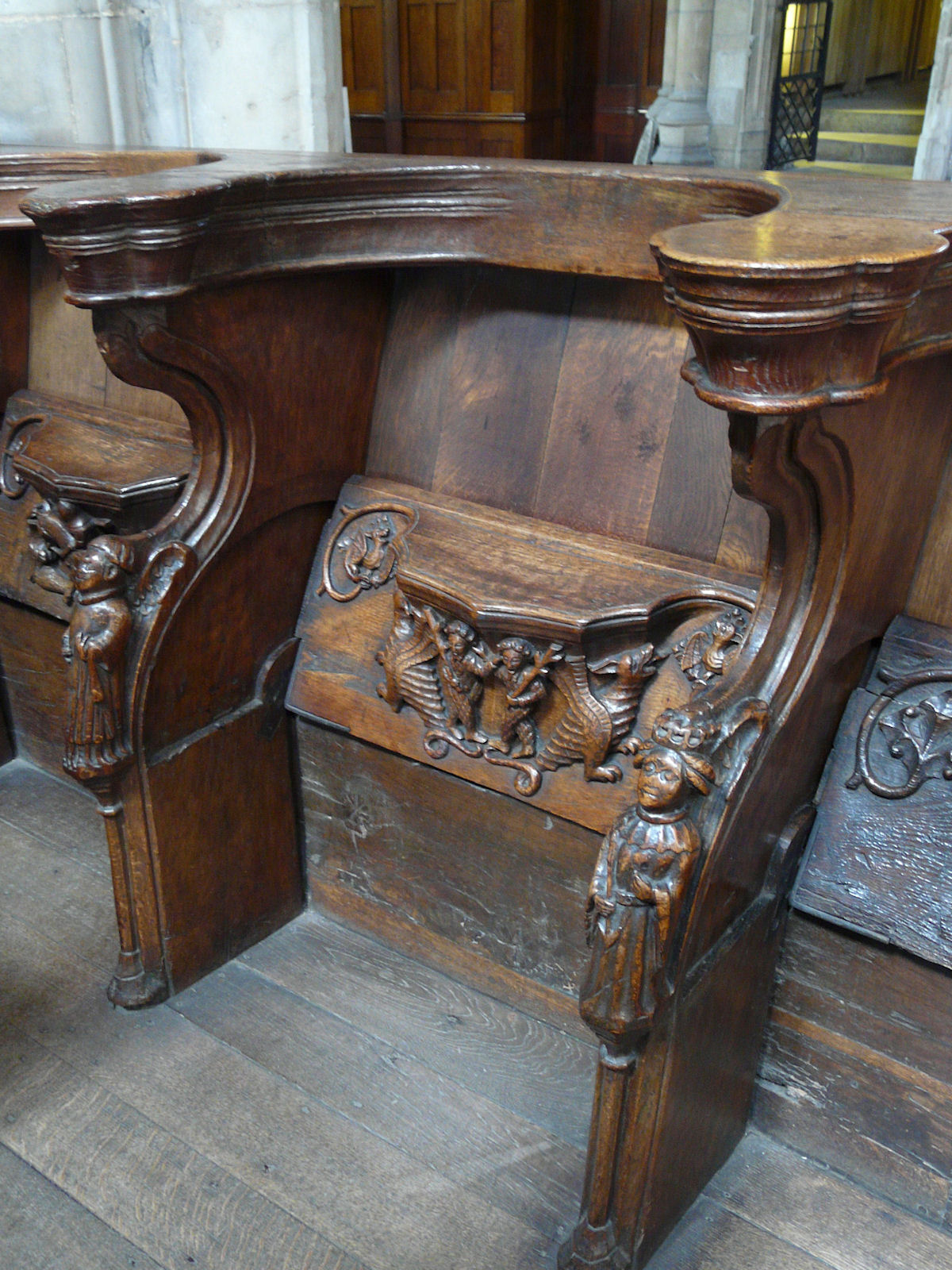
Beverley Minster, East Yorkshire:cases salvatgesi wyverns
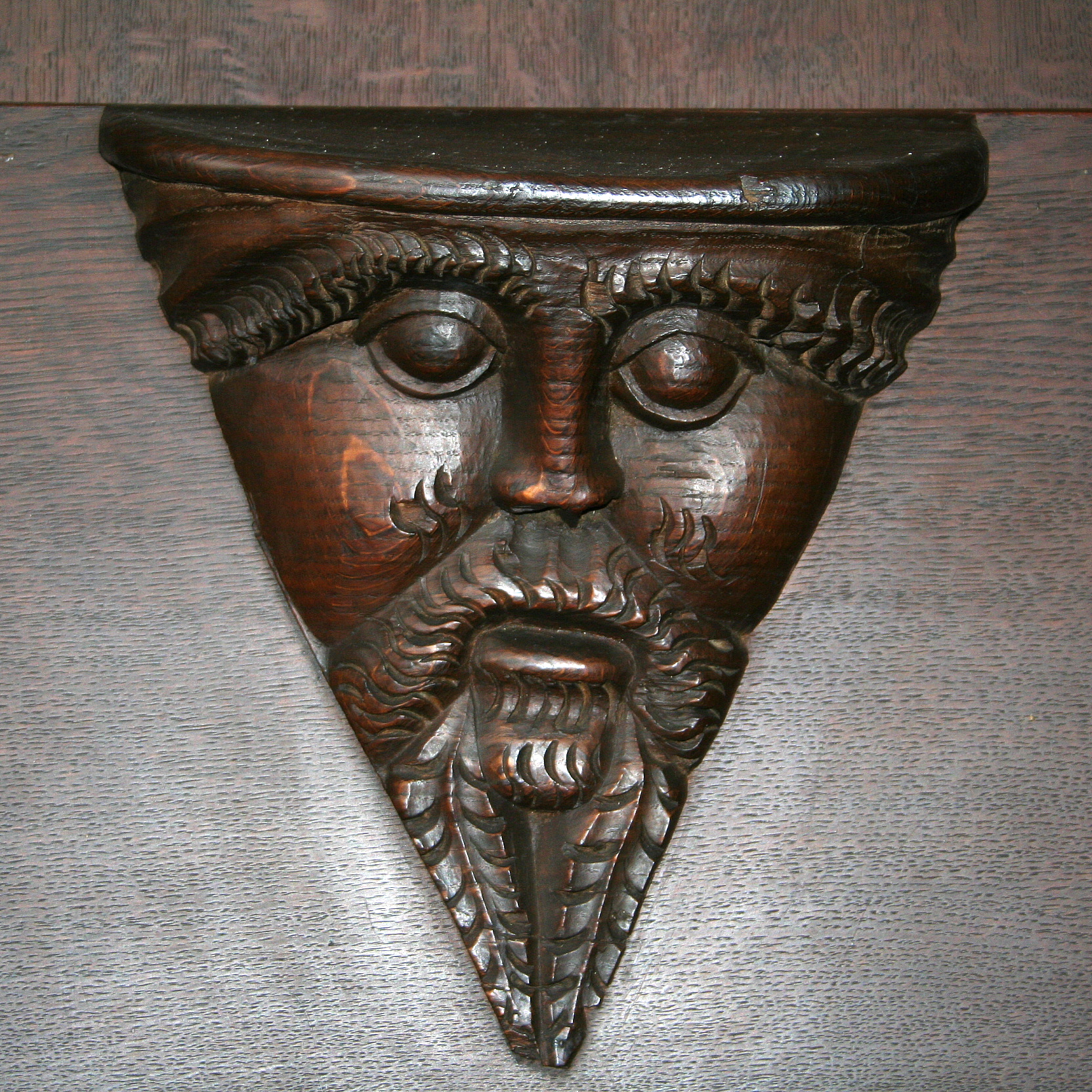
Misericòrdia del segle XIII, església de l'abadia de St Hadelin, Hastière-par-delà, Bèlgica: un senyor feudal
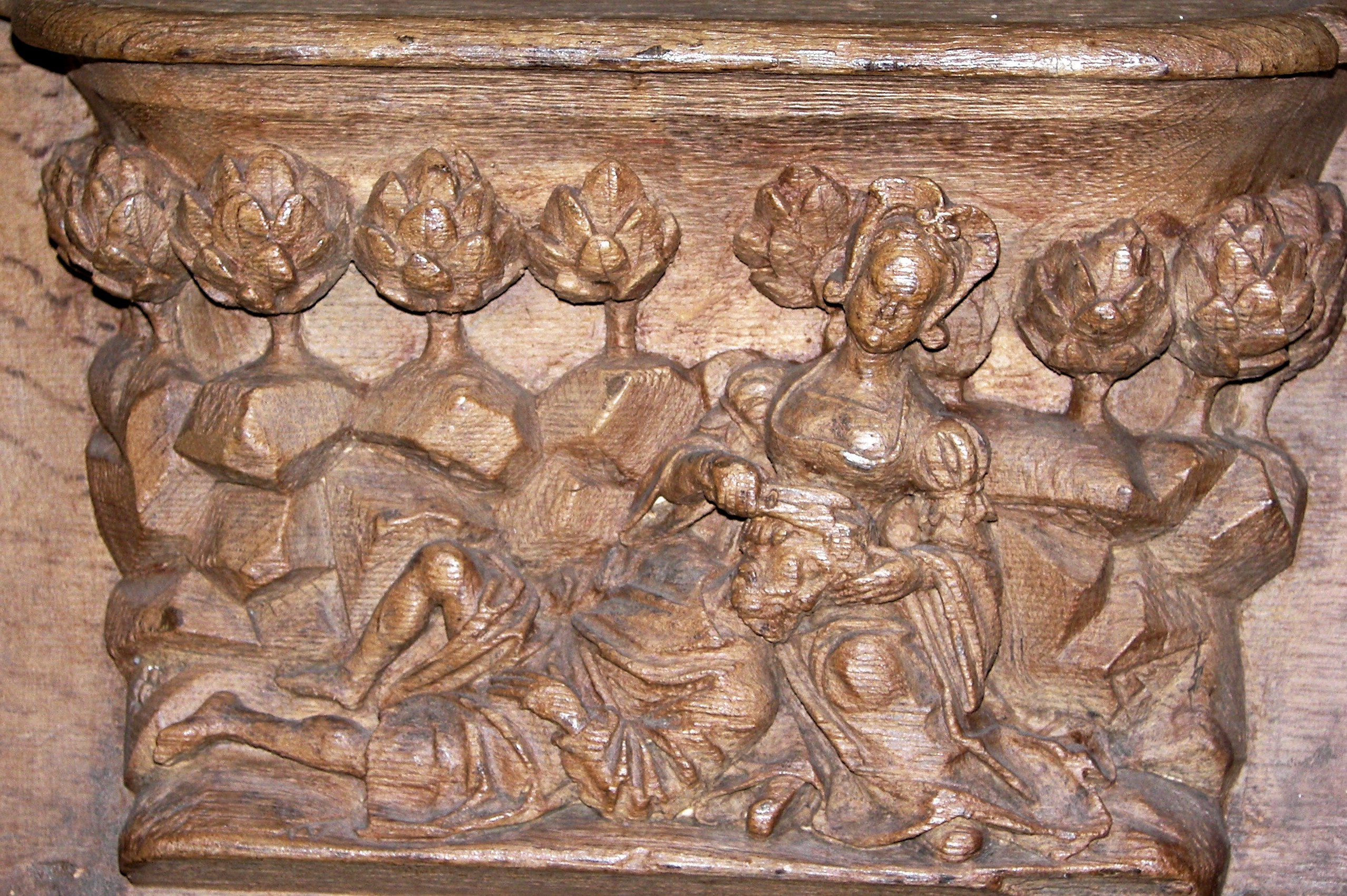
St Marcel, Villabé, França:SamsóiDalila
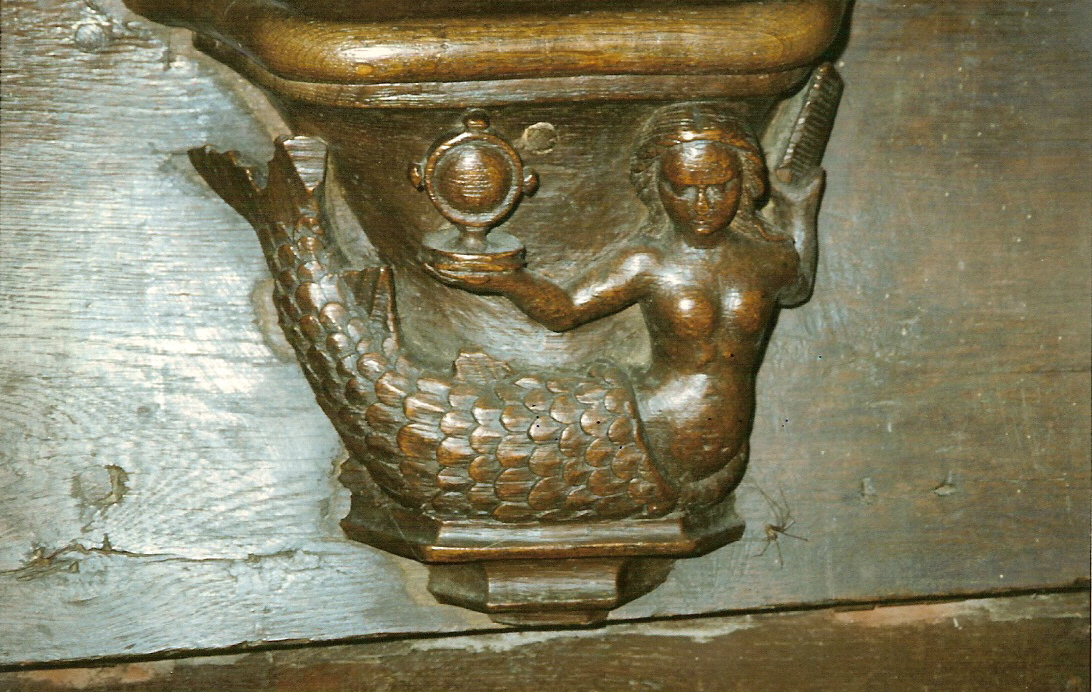
Les Andelys, Eure, França: sirena, símbol de la vanitat
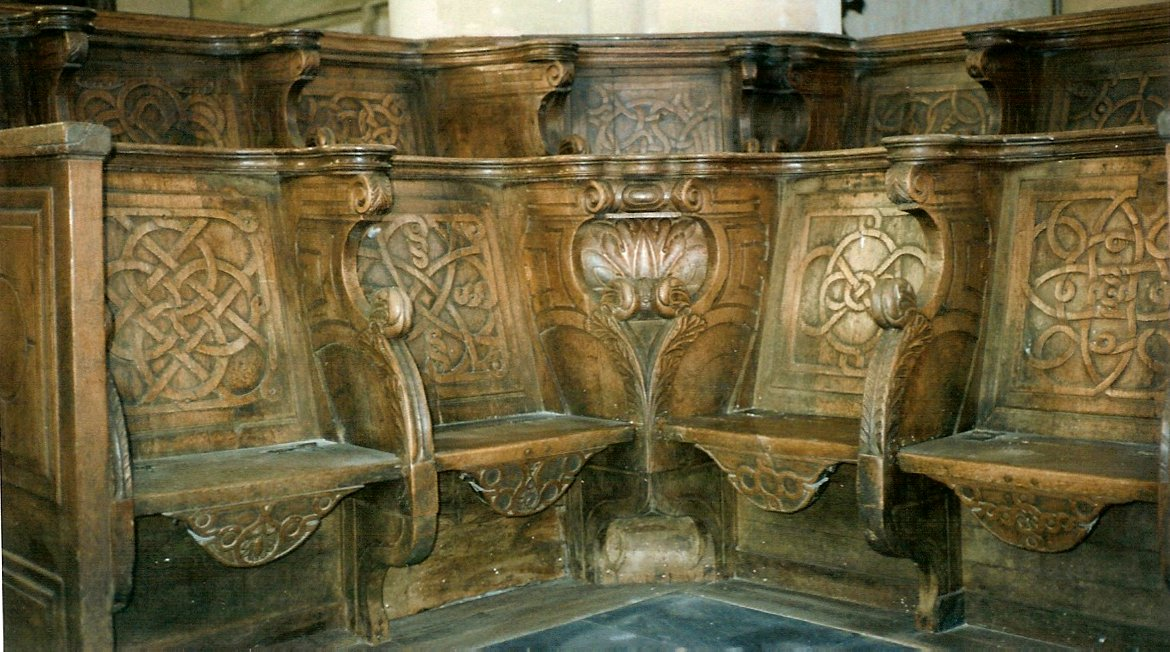
misericòrdies del cor a l'església de Sant Pierre, Coutances, França, amb els seients abaixats
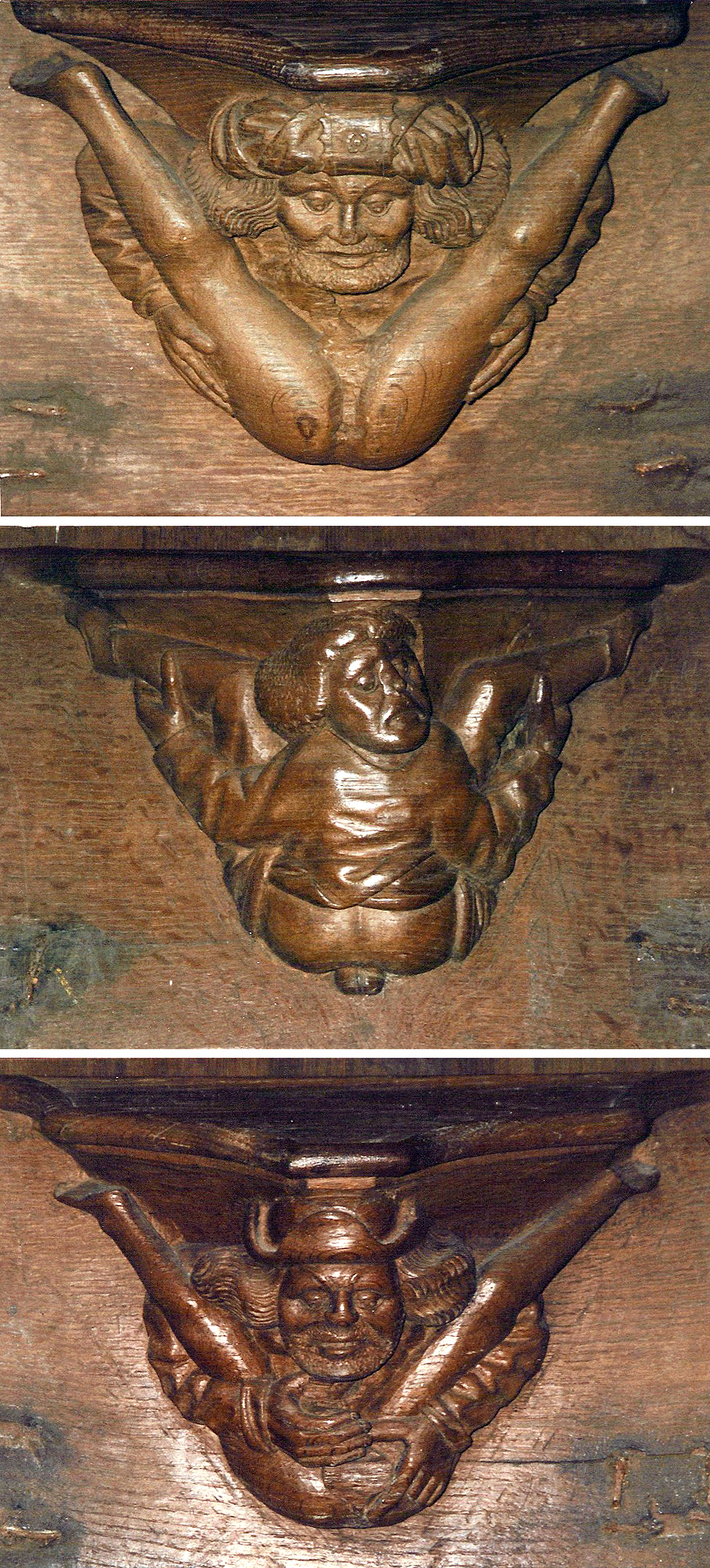
Temes exhibicionistes de la catedral de Tréguier, Bretanya, França
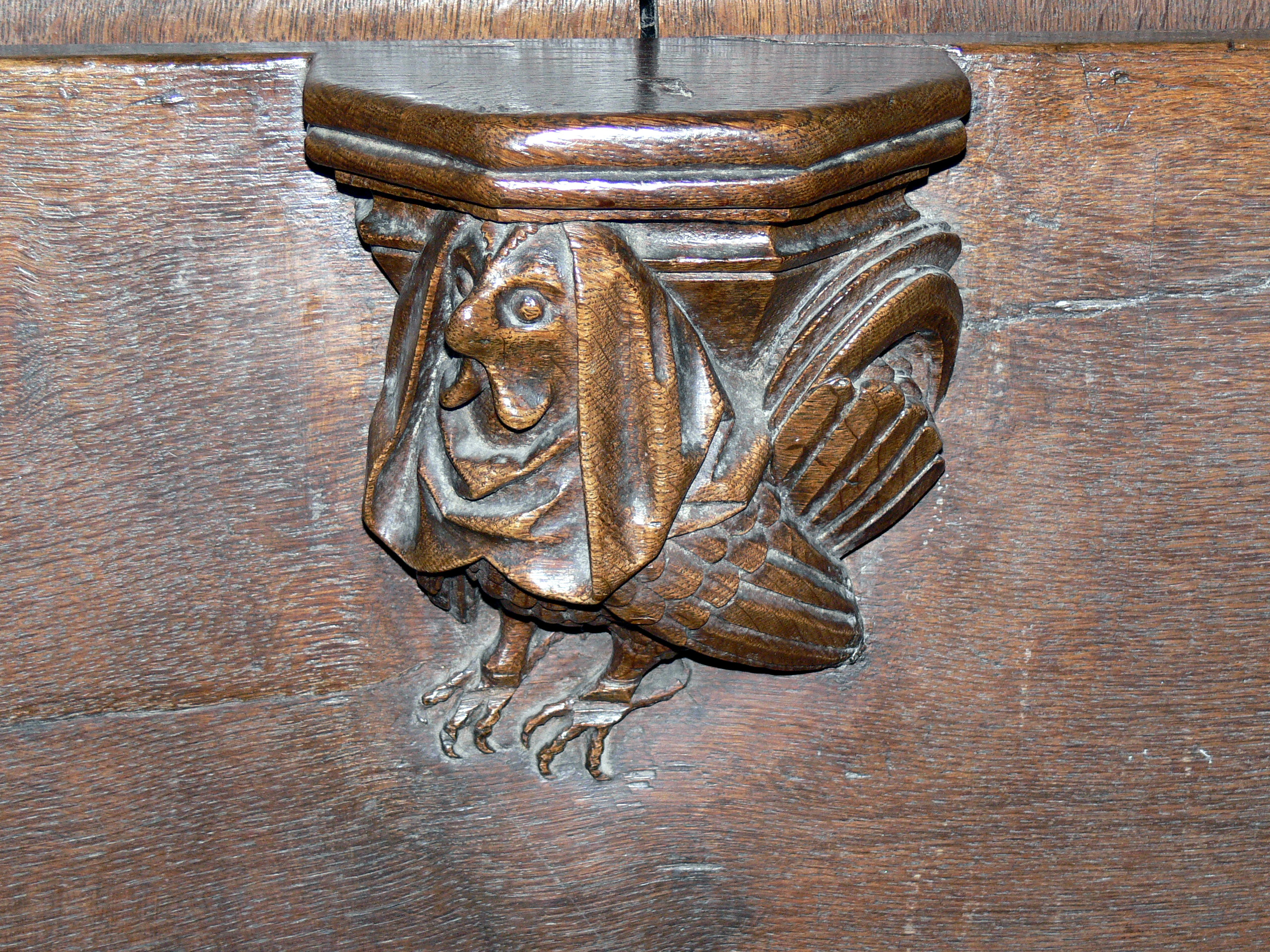
Catedral d'Ulm, Alemanya: una harpia
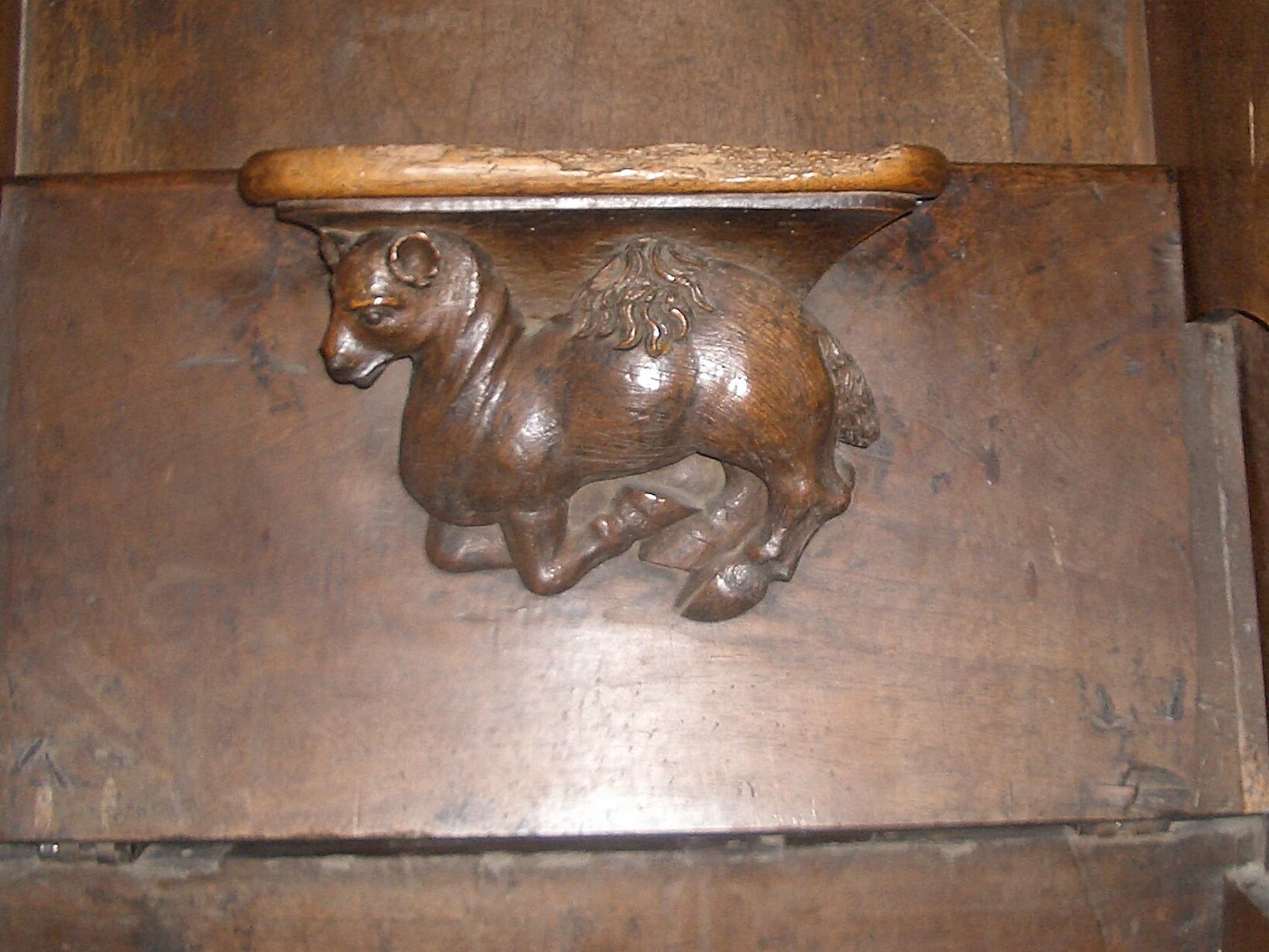
Sant Orso, Aosta, Itàlia: un camell?
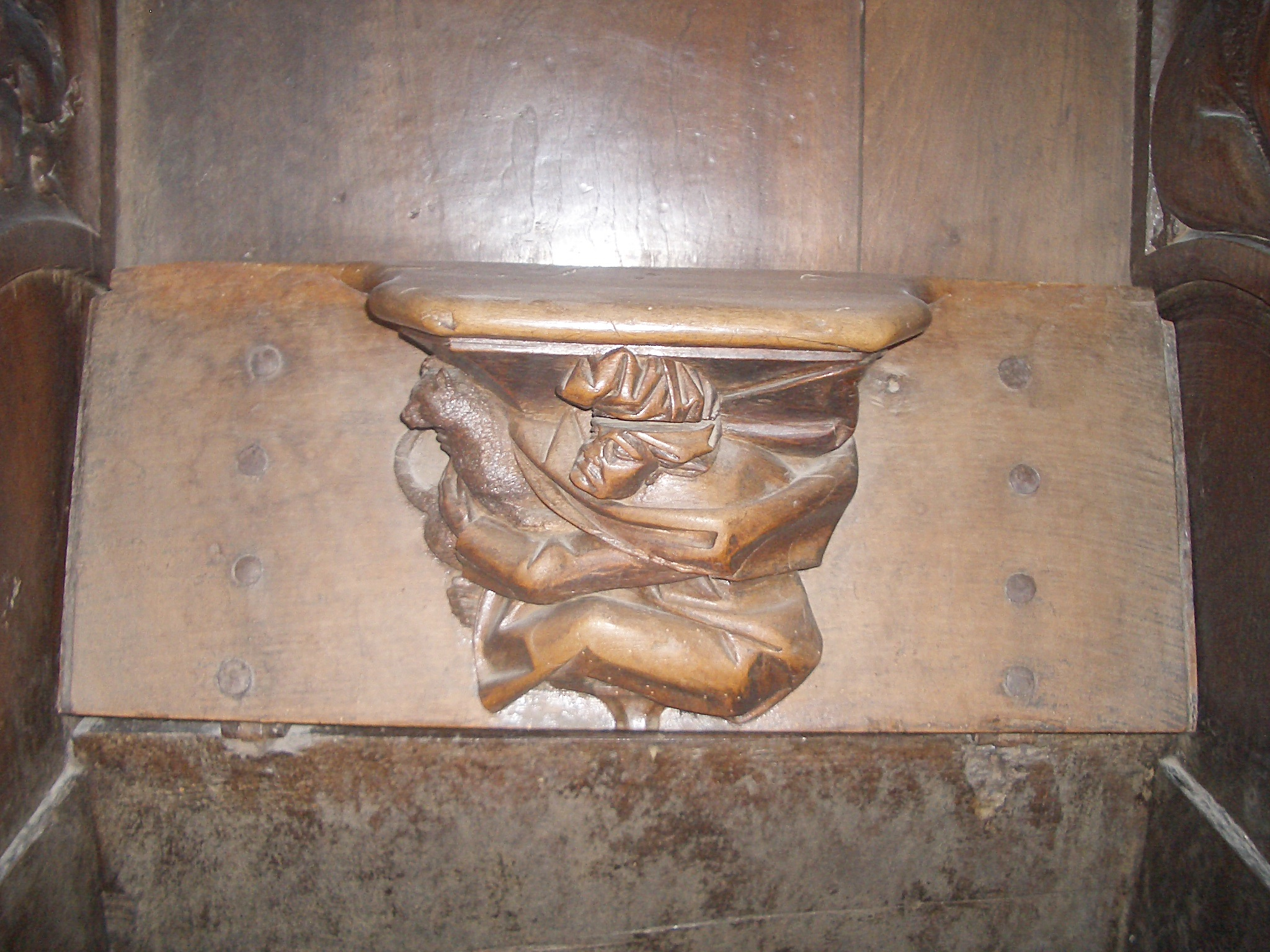
Catedral de León, Espanya: atrapant un gat?
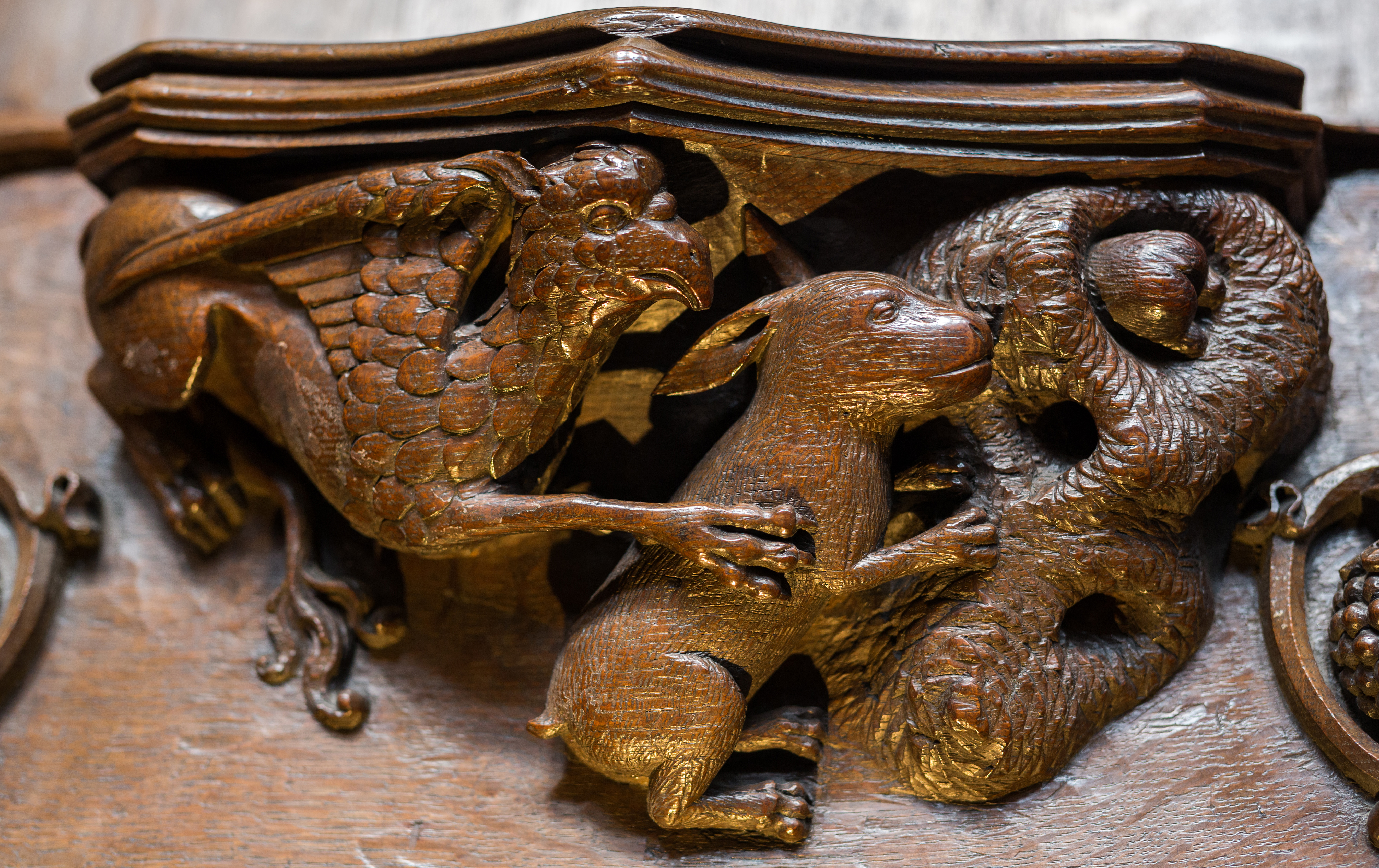
Una misericòrdia a la catedral de Ripon, suposadament la inspiració per al grif i el forat del conill a Alícia al país de les meravelles de Lewis Carroll.